# Паново (Грязовецький район)
Пано́во (рос. Паново) — присілок у складі Грязовецького району Вологодської області, Росія. Входить до складу Сидоровського сільського поселення.

## Населення
Населення — 28 осіб (2010; 35 у 2002).
Національний склад (станом на 2002 рік):
- росіяни — 100 %